# 通博季诺
通博季诺（羅馬化：Tumbotino）是俄罗斯下诺夫哥罗德州的市级镇，属巴甫洛沃区，地处下诺夫哥罗德州西部，靠近伏尔加河支流奥卡河，在区行政中心巴甫洛沃西北侧、州府下诺夫哥罗德西南方。
该地2021年人口有6,563人；2010年人口7,300；2002年人口7,676；1989年人口8,000。